# Comaserica setosipennis
Comaserica setosipennis är en skalbaggsart som beskrevs av Blanchard 1850. Comaserica setosipennis ingår i släktet Comaserica och familjen Melolonthidae. Inga underarter finns listade i Catalogue of Life.